# Roger Vitrac
Roger Vitrac (Pinsac, 17 novembre 1899 – Parigi, 22 gennaio 1952) è stato un commediografo francese.
Commediografo, ma anche poeta, giornalista e regista, Vitrac viene considerato una figura di secondo piano del surrealismo, ancorché un precursore del Théâtre Nouveau.
Trasferitosi a Parigi nel 1910, si appassionò ai testi poetici e teatrali di Lautréamont e Jarry, quindi fondò la rivista "Aventure" con gli amici Marcel Arland, François Baron, Georges Limbour e René Crevel. Incontrati André Breton e Louis Aragon nel 1921 si unì al gruppo della rivista "La révolution surréaliste", per poi staccarsi e insieme ad Antonin Artaud fondare nel 1926 il "Théatre Alfred-Jarry", dove rappresentò proprie opere. Il suo teatro, vicino a quello di Alfred Jarry, intreccia  un'amara concezione dell'esistenza e una violenta critica dei valori borghesi con audacie espressive di gusto surrealista. Raggiunse successo soprattutto postumo grazie ad alcune regie di Jean Anouilh negli anni 1960 e viene considerato anche precursore del teatro dell'assurdo.

## Opere principali
- Les Mystères de l'amour  (1927)
- Victor ou les enfants au pouvoir  (1928), trad. Laura Goncalez, Victor, o I bambini al potere, Torino: Einaudi, 1966
- Le Coup de Trafalgar (1934)
- Le Camelot (1936)
- Les Demoiselles du large (1938)
- Le Loup-Garou (1940)
- Le Sabre de mon père (1951)
- Médor (1966)
- Entrée libre (1967)

## Filmografia
- Cavalerie légère, regia di Werner Hochbaum - dialoghi (1935)

- La vergine folle (La Vierge folle), regia di Henri Diamant-Berger (1938)
- Scacco alla regina (Le Joueur d'échecs), regia di Jean Dréville - sceneggiatura (1938)

- Macao l'inferno del gioco (Macao, l'enfer du jeu), regia di Jean Delannoy - adattamento e dialoghi (1942)